# Akaciatrapp
Akaciatrapp (Lissotis hartlaubii) är en fågel i familjen trappar inom ordningen trappfåglar. Den förekommer i gräsmarker i östra Afrika. Beståndet anses vara livskraftigt.

## Utseende
Akaciatrappen är en medelstor trapp med relativt lång hals och långa ben. Hanen har en slående svart ansiktsteckning och en svart linje nerför halsen som binds samman med den svarta buken. Honan har ett mycket mer alldagligt utseende. I flykten syns mestadels vita vingar och svart övergump. Hanen liknar svartbukig trapp, men har svartare ansikte med renare vit kindfläck. Honan är mycket lik, men hartlaubtrappen har en ljus linje nerför den svagt fläckade halsen. Den svarta övergumpen skiljer också, liksom mindre svart i vingen.

## Utbredning och systematik
Fågeln förekommer från östra Sudan till Etiopien, Somalia, nordöstra Uganda och norra Tanzania. Den behandlas som monotypisk, det vill säga att den inte delas in i några underarter.

## Levnadssätt
Akaciatrappen hittas i gräsmarker och savann. Hanen utför ett spel med först ett klickande, därefter poppande och till slut ett klagande ljud, varefter den ibland hoppar upp i luften och sedan glider ner på stela vingar.

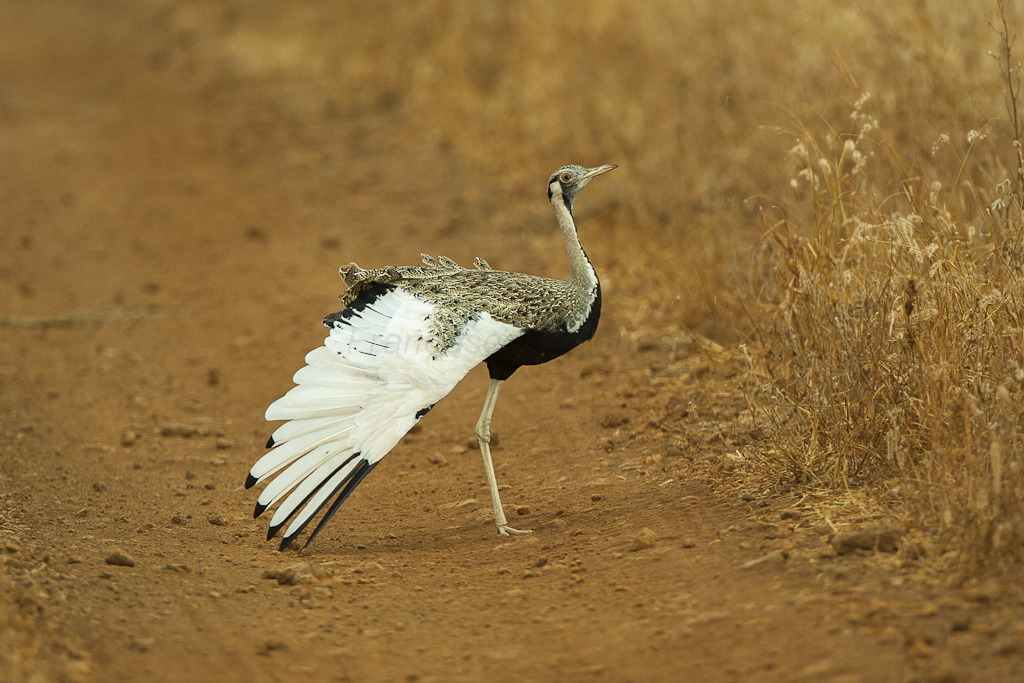

## Status
Arten har ett stort utbredningsområde och beståndet anses stabilt. Internationella naturvårdsunionen IUCN listar den därför som livskraftig (LC).

## Namn
Det vetenskapliga trivialnamnet hedrar den tyske ornitologen och samlaren Gustav Hartlaub (1814-1900). Fram tills nyligen kallades den hartlaubtrappen även på svenska, men justerades 2022 till ett enklare och mer informativt namn av BirdLife Sveriges taxonomikommitté.